# Saginaw
Saginaw je město ve Spojených státech amerických. Nachází se v okrese Saginaw County, jehož je zároveň správním městem, ve státě Michigan. Ve městě žije přibližně 44 tisíc obyvatel a jeho rozloha činí 46,9 km². Leží na řece Saginaw. Bylo založeno roku 1819 po podpisu Saginawské smlouvy, přičemž během 19. století bylo město známé jako centrum místního lesnictví. Během 20. století bylo město jako součást tzv. Rezavého pásu jedním z významných center automobilového průmyslu v zemi, přičemž největším producentem automobilů zde byla automobilka General Motors. Město leží v oblasti s vlhkým kontinentální podnebím.

## Rodáci
- Serena Williamsová (* 1981) – americká tenistka
- Theodore Roethke (1908–1963) – americký básník
- Brian d'Arcy James (* 1968) – americký herec a zpěvák
- Ed Heinemann (1908–1991) – letecký konstruktér
- Draymond Green (* 1990) – americký basketbalista
- Alicia Warrington (* 1980)
- Smith Cho (* 1985) – americká zpěvačka
- Chummy MacGregor (1903–1973) – americký jazzový klavírista a skladatel
- Stevie Wonder (* 1950) – americký zpěvák

## Partnerská města
- Tokušima, Japonsko
- Zapopan, Mexiko